# María José Alvarado
Pour les articles homonymes, voir Alvarado.
María José Alvarado Muñoz (19 juillet 1995 – 13 novembre 2014) est une animatrice de télévision et modèle hondurienne, candidate de concours de beauté et tenante du titre de Miss Honduras 2014. Depuis son couronnement, elle a travaillé comme modèle sur la jeu de télévision-show X-O da Dinero. Elle est assassinée alors qu'elle doit participer à une compétition Miss Monde 2014 à Londres en décembre 2014.

## Disparition et assassinat
Dans la nuit du 13 novembre 2014, María José Alvarado Muñoz, alors âgée de 19 ans, et sa sœur, Sofia Trinidad, âgée de 23 ans, disparaissent après avoir quitté une fête à Santa Bárbara, au Honduras,,,. Selon des témoins, elle est entrée dans une voiture sans plaque d'immatriculation.
Le 19 novembre, le jour même où María José doit se rendre à Londres pour le concours de Miss Monde 2014, les corps des deux sœurs sont retrouvés. Elles ont été fusillées et enterrées dans un champ près de Cablotales,. Plutarque Ruiz, le compagnon de Sofia Trinidad, ainsi qu'un autre homme, Aris Maldonado, sont arrêtés pour enlèvement et meurtre. Ruiz avoue les meurtres, en précisant qu'il a tiré sur Sofia Trinidad après une dispute, dans la nuit où s'est déroulée la fête, puis a abattu María José par deux fois dans le dos, alors qu'elle tentait de fuir.
Le même jour est annoncé que le Honduras n'enverra pas de remplaçante au concours de Miss Monde, en signe de respect pour María José Alvarado. Julia Morley, la présidente de l'organisation de Miss Monde, publie une déclaration « à toutes les personnes dans le monde entier qui ont été touchées par l'horrible nouvelle en provenance du Honduras, ce matin... Nous sommes bouleversés par la terrible perte de deux jeunes femmes, qui étaient si pleines de vie. Nos pensées et nos prières sont avec la famille et les amis de María Jose Alvarado et Sofia Trinidad, en ce moment de deuil ». Julia Morley a déclare également que le concours de Miss Monde tiendrait un service commémoratif pour María José et de sa sœur, le 23 novembre.